# Purpurduva
Purpurduva (Columba punicea) är en hotad asiatisk fågel i familjen duvor.

## Utseende
Purpurduvan är en stor (36-40,5 cm), helmörk duva. Hanen har gråvit hjässa, purpurröd undersida med svag grönglans på nacken, mer glänsade mantel och rygg och mörkt skiffergrå övergump. Vingar och stjärt är svarta. Vidare är den vinröd på örontäckare, strupe och undersida, medan undre stjärttäckare är skiffergrå. Runt ögat syns en röd ring och även näbbroten är röd. Honan liknar hanen men har gråare hjässa.

## Utbredning och systematik
Purpurduvan förekommer från södra Tibet till östra Indien, Myanmar, Thailand och ön Hainan (södra Kina). Den behandlas som monotypisk, det vill säga att den inte delas in i några underarter.

## Status och hot
Purpurduvan har ett stort utbredningsområde, men världspopulationen uppskattas till högst 10.000 vuxna individer. Den tros också minska i antal till följd av habitatförlust och hårt jakttryck. Internationella naturvårdsunionen IUCN anser den därför vara hotad och placerar den i hotkategorin sårbar.